# این‌بیف
این‌بیف (انگلیسی: InBev) شرکت نوشیدنی بلژیکی است، که در سال ۲۰۰۴ تأسیس شد و هم‌اکنون زیرمجموعه‌ای از شرکت انهایزر-بوش اینبیف می‌باشد.